# سبارتاكوس: حرب الملعونين
سبارتاكوس: حرب الملعونين (بالإنجليزية: Spartacus: War of the Damned) هو مسلسل تم إنتاجه في الولايات المتحدة. بدأ عرضه في سنة 2013. بلغ عدد حلقاته 10 حلقة، وهو الموسم الرابع والأخير من سلسلة سبارتاكوس المستوحاة من شخصية تاريخية،
والذي فدم بطولتها ليام ماكنتاير بدور سبارتاكوس من الموسم الثاني ومابعده، وبدأ بث هذا الموسم النهائي من سبارتاكوس 25 يناير 2013، وانتهى في 12 أبريل 2013 .

## القصة
قصة سبارتاكوس هو المصارع التراقي الذي قاد انتفاضة حرب العبيد الثالثة ضد الجمهورية الرومانية في 73-71 قبل الميلاد، هذا الموسم هو النضال النهائي بين «سبارتاكوس» وماركوس ليسينيوس كراسوس. كراسوس يتتبع سبارتاكوس، الذي يسعى لإطعام جيشه المتزايد من العبيد السابقين. يفوز سبارتاكوس بعدة انتصارات ضد قوات  كراسوس، ويستمر في إحباط الرومان. السلسلة الأخيرة تبلغ ذروتها في كل معركة مباشرة بين سبارتاكوس وكراسوس.

## روابط خارجية
- الموقع الرسمي